# Huỳnh Đức Hòa
Huỳnh Đức Hòa (sinh 1954) là đại biểu Quốc hội Việt Nam khóa XI, thuộc đoàn đại biểu Lâm Đồng và là nguyên Bí thư Tỉnh ủy Lâm Đồng.

## Sự nghiệp
Ngày 7 tháng 9 năm 2011, ông Huỳnh Đức Hòa, nguyên Phó Bí thư Tỉnh ủy, Chủ tịch Ủy ban nhân dân tỉnh Lâm Đồng được Bộ Chính trị phân công giữ cương vị Bí thư Tỉnh ủy, Chủ tịch Hội đồng nhân dân tỉnh Lâm Đồng.

## Biệt thự triệu đô
Sau vụ ông Trần Văn Truyền, cựu Tổng Thanh tra Chính phủ, báo Người Cao Tuổi lại công bố về bất động sản của ông Huỳnh Đức Hòa. Về việc này báo Tuổi Trẻ cũng đã dò hỏi. Ngày 20 tháng 9 năm 2014, Nguyễn Xuân Tiến, Ủy viên Trung ương Đảng, Phó Bí thư Tỉnh ủy, Chủ tịch Ủy ban nhân dân tỉnh Lâm Đồng được Bộ Chính trị chỉ định giữ chức vụ Bí thư Tỉnh ủy Lâm Đồng thay thế ông Hòa mà đã về hưu vào ngày 1 tháng 8.
Ngày 13/08/2024 VTV1 đưa thông tin bắt tạm giam điều tra do có liên quan đến các sai phạm khi ông còn đương nhiệm